# Tonković
Tonković je priimek več znanih ljudi:
- Ljiljana Valenčak-Tonković, hrvaška pulmologinja
- Josip Tonković, hrvaški ginekolog in porodničar
- Milica Tonković Lojović, hrvaška ginekologinja
- Gordana Tonković Šarić, hrvaška zobozdravnica
- Mirjana Tonković, hrvaška biotehnologinja in živilska tehnologinja
- Željka Tonković, hrvaška dr.sociologinja docentka
- Blaženka Tonković, hrvaška specialistka ob.medicine